# Зоряна система Тедзуки Осаму
Зоряна система Тедзуки Осаму (яп. 手塚漫画のキャラクター一覧, Tedzuka Manga no Kyarakutā Ichiran) — назва, яку дали повторюваним персонажам у манзі, створеній художником манґи Осаму Тедзукою. Протягом своєї кар’єри Тедзука часто використовував одні й ті ж дизайни персонажів або імена в різних ролях у своїх серіалах; наприклад, персонаж Шунсаку Бан з’являється як детектив у Metropolis та як учитель Астро Боя в Astro Boy. Назва є алюзією на голлівудську практику зоряної системи та може розглядатися як аналогія до режисерів, які працюють з одними й тими ж акторами в кількох фільмах. Тедзука жартував про те, скільки платили його персонажам, а іноді базував їх на відомих західних акторах.

## Основні персонажі

### Акіра Асагумо
Акіра Асагумо — онук вченого доктора Асагумо. Він отримує свої надлюдські здібності завдяки хімічній речовині під назвою Big X, яка дає йому здатність безмежно рости й розширюватися. 

### Астро Бой
Атом (яп. アトム, Atomu) — головний «актор». У відомій манзі та різноманітних версіях аніме він зображений як дитина-робот, зазвичай у шортах (які насправді є частиною його тіла), ідентифікований за своєю торговою маркою — двома гострими «козирками» спереду та ззаду на голові. У манзі його добра вдача і непідкупне серце в поєднанні з безліччю здібностей змушують його захищати роботів і людей від лихих завойовників та інопланетних загарбників. Він також з'являвся в інших мангах, включаючи Black Jack, в якій він має головну роль принаймні в одній історії, і в аніме«Морський експрес», де його називають «Адам». Астро схожий на дерев'яного хлопчика Піноккіо.

### Блек Джек
Блек Джек (яп. ブラック・ジャック, Burakku Jakku) — холоднокровний, моторошний, але добросердий і геніальний хірург — одне з найдорожчих творінь Тедзуки, незважаючи на те, що в наш час він отримує мало похвал у порівнянні зі своїм конкурентом Астро Боєм. За словами Тедзуки, Блек Джек — це його альтер-его. Блек Джек відмовляється отримувати медичну ліцензію через корупцію в медицині та іноді йому доводиться розбиратися з правоохоронними органами під час проведення операцій (у телевізійному аніме 2006 року Блек Джек нарешті отримує ліцензію). Незважаючи на статус поза законом, його вважають чудотворцем завдяки його незрівнянній хірургічній техніці та потужності діагностичного аналізу. Його операції зазвичай коштують понад 10 мільйонів єн, але частіше він допомагає нещасним безкоштовно або за символічну плату. Іноді його супроводжує вередлива прийомна донька-асистентка Піноко, яку можна впізнати за великим плащем, вільним тренчем і синьою, чорною або червоною краваткою, чорно-білим волоссям, темними очима і трансплантатом темної шкіри у верхній лівій частині обличчя. В дитинстві він навчився дотепності, граючи в дартс, і є вправним стрільцем, а також добре натренованим у бойових мистецтвах. Статуя Блек Джека стоїть у музеї Осаму Тедзуки під дахом.

### Бокко, Пукко і Нокко
Бокко, Пукко і Нокко — тріо з трьох міжгалактичних патрульних, відомих як Wonder 3. Вони прибули на Землю, щоб дослідити і знищити її, якщо буде потрібно.

### Дон Дракула
Дон Дракула (яп. ドン・ドラキュラ, Don Dorakyura) — комічний вампір, який переїхав з Трансільванії до Японії і важко пристосовується до нового місця. В анімаційному фільмі «Морський експрес» та відеогрі Astro Boy: Omega Factor Дон Дракула — лиходій, який працює на Шараку.

### Гарон
Гарон (яп. ガロン) — гігантський робот, посланий прибульцями як випробування для жителів Землі. Він є фінальним босом відеогри Astro Boy: Omega Factor і таємний скарб Му.

### Хам Егг
Хам Егг (яп. ハム・エッグ, Hamu Eggu) — лиходій з круглою головою, тонкими вусиками, широкою посмішкою, кучерявим волоссям і іноді в капелюсі. Його ім'я — очевидна гра слів «шинка та яйця» (ham and egg).
Він перш за все відомий як жорстокий менеджер цирку в Astro Boy. Він також був менеджером готелю та контрабандистом органів у Hi no Tori. Ще він мав і інші ролі в Astro Boy (наприклад, гангстер або хірург-вбивця). У Kimba the White Lion він зображує мисливця, який убиває батька Кімби, і тримає його в полоні під час дитинства.

### Хігеояджі
Шунсаку Бан (яп. 伴俊作, Ban Shunsaku) — лисий, огрядний чоловік середнього віку з великими крейдяно-білими вусами. Він часто комічний і буркотливий, але добродушний. Йому 42 роки. Через волосся на обличчі він отримав прізвисько Хігеояджі (яп. ヒゲオヤジ, «Вусатий старий»). Його типовою роллю є детектив, іноді у нього є племінник/помічник на ім'я Кенічі. У кольоровому ремейку 1980-х років (як і в оригінальній манзі) він з'явився як вчитель Астро Боя, а потім як детектив. У серіалі «Астробой» 2003 року його звуть Воллі Кісараґі. Він з'являється як постійний персонаж або запрошена зірка у багатьох творах Тедзуки. Його характерна риса — зустрічати небезпеку з комічною панікою в диких очах, а потім за мить опановувати себе і енергійно атакувати загрозу.

### Хосуке Шараку
Хосуке Шараку (яп. 写楽保介, Sharaku Hōsuke) — молодий хлопчик з дитячим обличчям і великою головою, часто з пов'язкою на голові. Його головна роль була у Mitsume ga Tōru, де він є триокою дитиною зі злими силами. Він з'являвся в медіа, пов'язаних з Астро Боєм, виступаючи як головний антагоніст у грі Astro Boy: Omega Factor і як другорядний персонаж у грі Astro Boy для PlayStation 2. Він був Асаджі, учнем ченця в Buddha, все ще з пов'язкою. Він з'явився в аніме Black Jack, також з пов'язкою. Третє око Шараку приховане під пов'язкою, яка пригнічує як його силу, так і злу натуру.

### Кенічі
Кенічі (ケン一) — один із найстаріших «акторів» Тедзуки. Він також відомий як Кенічі Шікісіма, це ім'я походить від його ролі в Lost World. Шанувальники дали йому це ім’я, щоб допомогти відрізнити його, хоча воно офіційно не визнане Tezuka Productions. Він часто виступає в парі з Хігеояджі, який зазвичай виконує роль його дядька.
Кенічі можна впізнати по м’якому круглому обличчю з одним або декількома локонами, що стирчать із його волосся. Іноді він має прості мультяшні очі з крапками, що нагадують Тентена, але пізніше він малюється з більш детальними райдужними оболонками. Його також часто бачать у туфлях, які наполовину білі ззаду й темні спереду, але це може бути способом стилізації гамашів.
Кенічі часто виконував роль головного героя в ранніх роботах Тедзуки, але пізніше автор відмовився від його ролі головного героя, оскільки йому «не вистачало індивідуальності». Світ манги все більше зосереджувався на більш складних персонажах, і Кенічі лише втілював одновимірний, здоровий статус «хорошого хлопчика» раннього дитинства. Згодом читачі втратили до нього інтерес. Після того, як він перестав бути головним героєм, він зазвичай грав допоміжну роль в інших історіях, таких як однокласник Астро Боя та друг Лео в Kimba the White Lion.
У 1954 році Тедзука створив мангу, яка була зосереджена на Кенічі як героя, тому що йому все ще дуже подобався персонаж. У Chief Detective Kenichi (ケン1探偵長) сюжет розповідає про Кенічі, молодого детектива, який розкриває різні злочини разом зі своїм домашнім птахом Донгурі. Це буде одна з його останніх ролей головного героя.

### Осаму Тедзука
Осаму Тедзука (яп. 手塚 治虫, Tezuka Osamu) сам часто з'являється, зазвичай жартома, майже у всіх своїх роботах. Його можна впізнати за круглим плямистим носом і круглими окулярами, іноді він носить берет. У зібраних томах Astro Boy він часто представляє історії та розповідає дрібниці.
Він є головним персонажем манги The Vampires. Тедзука зайшов так далеко, що сам зіграв роль у телевізійній адаптації серіалу 1968 року. Він також часто з'являється в аніме Black Jack, де він як лікар є колишнім однокласником Блек Джека.

### Рок
Рок (яп. ロック, Rokku) — молодий «поганий хлопець» з блискучим темним волоссям, іноді носить сонцезахисні окуляри. Він здебільшого грає лиходіїв, після того, як зіграв юних героїв. Вперше з'явився у Rock Holmes у ролі дитячого детектива. Кілька разів з'являвся у фільмі Astro Boy. Він був у Phoenix. Він також був в анімаційному фільмі Metropolis в ролі жорстокого сина герцога Реда. У відеогрі Astro Boy: Omega Factor він спочатку є справжньою особистістю лиходія Дедкросса, але закохується в принцесу Сапфір і виправляється нею, і залишається з нею в далекому минулому, щоб допомогти їй спробувати запобігти загибелі континенту Му, подібно до того, як це сталося у фільмі «Морський експрес».

### Лео
Лео (яп. レオ, Leo) — мужній, вегетаріанський білий лев з чорними кінчиками на вухах. В англомовних перекладах часто відомий як «Кімба», після того, як отримав це ім'я в мультсеріалі Kimba the White Lion,. І в манзі, і в аніме-серіалі він відомий як Імператор Джунглів Лео і виступає як посол тварин у людському світі. В Astro Boy: Omega Factor хлопчик-андроїд, відомий як Пук, маскується під Лео, щоб викрасти коштовності.

### Магма
Магма — гігантський гуманоїд, який може перетворюватися на ракетний корабель. З цією серією Тедзука став піонером концепції роботів-трансформерів .

### Мелмо
Мелмо — молода дівчина, яка зазвичай має пляшку цукерок, здатних змінити її зовнішність. Хоча Мелмо найчастіше зустрічається як різні персонажі манги Black Jack 1970-х років, Мелмо з’являється або як 9-річний, або як 19-річний підліток. Хоча в її власній серії обидві версії Мелмо є однією особою, іноді вона з’являлася як мати і донька.

### Фенікс
Фенікс (яп. 火の鳥, Hi no Tori) — безсмертна інопланетна істота, яка приймає фізичну форму легендарного магічного міфологічного птаха.

### Прайм Роуз
Прайм Роуз (яп. プライム・ローズ) — дівчина з густим рудувато-русявим волоссям. Спочатку вона з'явилася як воїн у чорному одязі в Prime Rose. В Astro Boy: Omega Factor вона є донькою Лампи Ацетилен.

### Сапфір
Сапфір (яп. サファイア, Safaia) — молода жінка зі злегка кучерявим темним волоссям, яка вперше з’явилася в Princess Knight. Вона є королевою цивілізації Му в анімаційному фільмі «Морський експрес» і у відеогрі Astro Boy: Omega Factor.

### Скунс Кусай
Скунс Кусай (яп. スカンク 草井, Sukanku Kusai) — блідий білявий усміхнений чоловік з коротким коричневим носом, сонними очима та іноді сірим кольором обличчя (що чітко простежується в аніме Astro Boy 1980 року). Зазвичай він грає лиходія. Він насамперед відомий як гангстерський ворог Астро Боя. Вперше він з'явився в Metropolis як надто амбітний військовий офіцер.

### Юніко
Юніко (яп. ユニコ, Yuniko) — єдиноріг, що народився з особливим даром — робити когось щасливим.